# Phytomyza conioselini
Phytomyza conioselini este o specie de muște din genul Phytomyza, familia Agromyzidae, descrisă de Griffiths în anul 1973.
Este endemică în Alaska. Conform Catalogue of Life specia Phytomyza conioselini nu are subspecii cunoscute.